# ENPPI體育會
ENPPI體育會（英語：Engineering for the Petroleum & Process Industries，简称ENPPI）是一家位于埃及开罗的职业足球俱乐部。

## 球队荣誉

### 国内
- 埃及足球甲级联赛
  - 亚军： 2005年

- 埃及足球杯
  - 冠军： 2005年

### 海外
- 阿拉伯冠军联赛
  - 亚军： 2006年